# Rozdroże pod Kopą
Rozdroże pod Kopą (niem. Tänkenkamm) – węzeł dróg leśnych i szlaków turystycznych, położony na wysokości 998 m n.p.m. w południowo-zachodniej Polsce, w Górach Izerskich w Sudetach Zachodnich.

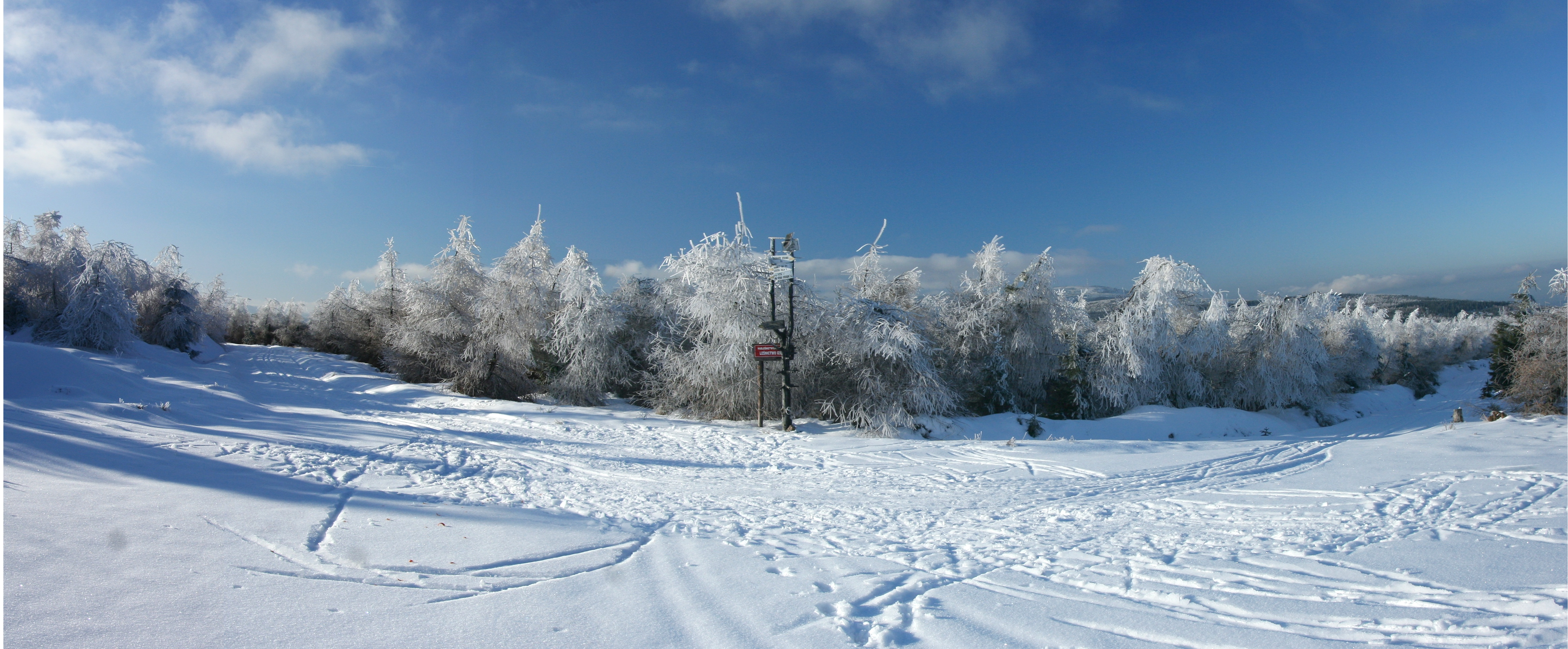
Rozdroże pod Kopą w zimowej szacie

## Położenie
Rozdroże położona jest w środkowo-zachodniej części Gór Izerskich, w zachodniej części Wysokiego Grzbietu, między wzniesieniem Sine Skałki po południowo-wschodniej stronie a Mokrą Przełęczą po północno-zachodniej stronie, około 6,25 km na południowy wschód od Świeradowa-Zdroju.

## Fizjografia
Rozdroże pod Kopą to niewielka powierzchniowo górska wierzchowina położona na zachodnim zboczu Sinych Skałek zwanym Młaki, na której znajduje się mało znaczące skrzyżowanie dróg leśnych. Najbliższe otoczenie rozdroża zajmuje niewielka śródleśna polana, dalsze otoczenie porasta las świerkowy. Na północ w niewielkiej odległości od skrzyżowania położone jest źródło bezimiennego górskiego potoku, dopływu Wodopoju.

## Inne
- W latach osiemdziesiątych XX wieku w wyniku klęski ekologicznej, wywołanej zanieczyszczeniem powietrza i kwaśnymi deszczami został zniszczony las porastający wokół rozdroża. Obecnie  w miejscu zniszczonego lasu rośnie młode pokolenie drzew, o klęsce przypominają jedynie wystające ponad młodnik obumarłe kikuty drzew.

## Turystyka
Przez rozdroże prowadzą szlaki turystyczne.
- żółty - z Izerskiego Stogu przez Chatkę Górzystów, Rozdroże pod Kopą do Rozdroża Izerskiego i dalej.
- czerwony - Główny Szlak Sudecki im. M. Orłowicza ze Świeradowa-Zdroju przez Izerski Stóg, Rozdroże pod Kopą do Szklarskiej Poręby[1].